# Błąkały (stacja kolejowa)
Błąkały – zlikwidowana stacja kolejowa w Błąkałach, w województwie warmińsko-mazurskim, w Polsce. Stacja była jednym z przystanków przedwojennej linii kolejowej z Pobłędzia do Botkun. Stację i całą linię rozebrali Niemcy w 1944 r. Pozostał budynek stacyjny z zatartym napisem Blindgallen pełni teraz funkcje mieszkalne.